# نبرد دهانه ماتاپان
نبرد دهانه ماتاپان (یونانی: Ναυμαχία του Ταινάρου) یک جنگ دریایی در جنگ جهانی دوم بود بین امپراتوری بریتانیا و نیروهای محور. این نبرد در ۲۷ تا ۲۹ مارس ۱۹۴۱ رخ داد. دهانه ماتاپان در جنوب غربی ساحل پلوپونز یونان قرار دارد.